# گلکندا (ایلینوی)
گلکندا، ایلینوی (به انگلیسی: Golconda, Illinois) یک شهر در ایالات متحده آمریکا با جمعیت ۷۲۶ نفر است که در ایلی‌نوی واقع شده‌است.

## موقعیت جغرافیایی
موقعیت جغرافیایی شهرها و مناطق اطراف به شرح زیر است: